# 溫布頓公園
溫布頓公園（英語：Wimbledon Park）是位於倫敦溫布頓地區的一個公園，也可以指溫布頓公園站附近的郊區。公園面積27公頃（67英畝）。全英草地網球和門球俱樂部位於溫布頓公園的西部。